# Dzięcioł pręgogrzbiety
Dzięcioł pręgogrzbiety (Campephilus gayaquilensis) – gatunek średniej wielkości ptaka z rodziny dzięciołowatych (Picidae), występujący w północno-zachodniej części Ameryki Południowej. Brązowawo-czarne ubarwienie grzbietu pozwala go odróżnić od dzięcioła szkarłatnoczubego. W Czerwonej księdze gatunków zagrożonych IUCN klasyfikowany jest jako gatunek najmniejszej troski (LC, Least Concern).

## Systematyka
Pierwszego naukowego opisu gatunku – na podstawie holotypu pochodzącego z Guayaquil w Ekwadorze – dokonał francuski przyrodnik René Lesson w 1845 roku, nadając mu nazwę Picus Gayaquilensis. Nie wyróżnia się podgatunków.

### Etymologia
- Campephilus: gr. καμπη kampē „gąsienica”; φιλος philos „miłośnik”,
- gayaquilensis: Guayaquil, Ekwador[6].

## Morfologia
Duży dzięcioł o dłutowatym, długim, silnym, lekko zakrzywionym dziobie koloru szarawego. Żuchwa nieco jaśniejsza. Tęczówki jasnożółte, wokół oka naga, czarna skóra. Nogi silne z długim czwartym palcem, od szarobrązowych do zielonoszarych. Pióra głowy tworzą charakterystyczny czub. Samiec ma czarną brodę i gardło, cała reszta głowy jaskrawoczerwona tylko w dolnej części płatów policzkowych niewielka okrągła plamka od góry czarna od dołu płowa. U samic wzdłuż boków głowy biegnie biały pas, którego brak u samców. U obu płci ten jasny pas biegnie wzdłuż boków szyi aż do górnej części piersi, tworząc „V” na plecach. Przechodzi on na grzbiecie w białe i czarne pręgi, które rozciągają się aż do początku ogona. Ogon od ciemnobrązowego do czarnobrązowego. Spód ciała w czarne prążki na płowobrązowym tle. Skrzydła od brązowoczarnych do czarnych. Długość ciała 32–34 cm, masa ciała 230–253 g.

## Zasięg występowania
Dzięcioł pręgogrzbiety występuje na zachodnich zboczach Andów oraz przylegających do nich nizinach w pasie od południowo-zachodniej Kolumbii poprzez zachodni Ekwador, aż do północno-zachodniego Peru. Zamieszkuje tereny od poziomu morza do 1100 m n.p.m. w Kolumbii i do 800 m n.p.m. w Ekwadorze i Peru, gdzie sporadycznie obserwowany był wyżej – do 1500 m n.p.m. Dzięcioł pręgogrzbiety jest gatunkiem osiadłym.

## Ekologia
Jego głównym habitatem są nizinne i górskie wilgotne lub suche lasy liściaste, ich obrzeża oraz wysokie lasy wtórne powstałe w wyniku naturalnego lub sztucznego odnowienia zniszczonych lasów pierwotnych. Jest gatunkiem sympatrycznym z dzięciołem wspaniałym. Żeruje na pniach dużych drzew oraz na martwych gałęziach. Szczegóły diety są słabo zbadane, ale jest ona prawdopodobnie taka jak u dzięcioła szkarłatnoczubego.

### Rozmnażanie
Brak pewnych informacji. Sezon lęgowy co najmniej w październiku i maju; w zachodnim Ekwadorze obserwowano kucie dziupli w lipcu oraz parę z młodocianym potomkiem w październiku.

## Status i ochrona
W Czerwonej księdze gatunków zagrożonych IUCN dzięcioł pręgogrzbiety jest klasyfikowany jako gatunek najmniejszej troski (LC, Least Concern) od 2022 roku; wcześniej, od 2004 był uznawany za gatunek bliski zagrożenia (NT, Near Threatened). Liczebność populacji została oszacowana na 25000-150000. Zasięg jego występowania według szacunków organizacji BirdLife International obejmuje około 245 tys. km². Trend liczebności populacji uznawany jest za spadkowy ze względu na utratę siedlisk. BirdLife International wymienia 36 ostoi ptaków IBA, w których ten gatunek występuje: 28 w Ekwadorze (m.in. Park Narodowy Machalilla) i 8 w Peru (m.in. Park Narodowy Cerros de Amotape).